# Гвенон на Диана
Гвенонът на Диана (Cercopithecus diana) е вид бозайник от семейство Коткоподобни маймуни (Cercopithecidae). Видът е световно застрашен, със статут Уязвим.

## Разпространение и местообитание
Разпространен е в Гана, Гвинея, Кот д'Ивоар, Либерия и Сиера Леоне.